# Pinus durangensis
Pinus durangensis (лат.) — вид вечнозелёных хвойных деревьев рода Сосна семейства Сосновые (Pinaceae). Естественный ареал распространения находится в Мексике, в основном в Западной Сьерра-Мадре. Вид не находится под угрозой исчезновения. Является важным источником древесины.

## Ботаническое описание
Вечнозелёное дерево высотой 35—40 метров. Ствол обычно вертикальный и прямой, его диаметр на высоте 1,3 м достигает 80-100 сантиметров. Кора ствола грубая, чешуйчатая и распадается на крупные, неправильные, удлиненные, серо-коричневые пластины, которые под воздействием погоды становятся серыми, разделённые неглубокими, вертикальными, тёмно-коричневыми трещинами. Ветви длинные и тонкие, в основном горизонтальные. Нижние ветви наклоняются вниз, самые нижние поникают. Крона округлой формы. Молодые побеги безволосые, оранжево-коричневые или красновато-коричневые и в основном сизоватые. Вначале они шероховатые из-за опавших стеблей, а к третьему году становятся гладкими.
Стебли тёмно-коричневые, до 15 мм длиной, 3—4 мм шириной у основания, шиловидные, суховато-кожистые, рано оттопыренные, с неравномерно пильчатым и реснитчатым краем и хвостовой верхушкой. Вегетативные почки яйцевидные и не смолистые. Терминальные почки длиной от 15 до 20 редко до 25 миллиметров, диаметром от 10 до 15 миллиметров. Боковые почки меньше. Хвоя обычно растёт по пять или шесть, иногда по четыре или семь, редко по восемь, в ножнах длиной 20-30 миллиметров, которые укорачиваются до 10—15 миллиметров. Хвоя желтовато-зелёная до восковой голубовато-зелёной (сизоватой), жёсткая, прямая или слегка изогнутая, длиной от 14 до 24 сантиметров и толщиной от 0,7 до 1,1 миллиметра. Край иглы мелко зазубрен, конец заострён. На всех сторонах игл имеются выраженные стоматы. Обычно имеется три, редко только один или два, или до пяти каналов. Хвоя остаётся на дереве в течение двух-трёх лет.
Пыльцевые шишки при созревании желтовато-коричневые, яйцевидно-продолговатые или цилиндрические, длиной от 15 до 30 миллиметров. Семенные шишки растут поодиночке, парами или витками по три или четыре на концах веток на коротких, толстых и постоянных стеблях или иногда опадают вместе с шишкой. Зрелые, открытые шишки яйцевидные или широкояйцевидные, слегка приплюснутые у основания или тупоконические, слегка изогнутые, обычно от 5 до 9, редко до 11 сантиметров в длину, диаметром от 4 до 6, редко до 7 сантиметров. Редко от 60 в основном 75 до 120 семенных чешуй густо одревесневшие, широко вытянутые, прямые или редуцированные у основания конуса. За исключением чешуек у основания, они рано опадают с выходом семян. Апофиз обычно приподнятый, плоский в чешуе у основания конуса, ромбический или пятиугольный в очертании, отчетливо поперечно килеватый, охристый до светло-коричневого или светло-красновато-коричневого цвета. Умбо лежит дорсально, приподнята, слегка изогнута, поперечно килевата и вооружена обычно постоянным, редко вскоре выпадающим корешком.
Семена косо-яйцевидные, слегка сплюснутые, от светло-коричневого до серого цвета с небольшими тёмными пятнами, длиной 5—6 мм и диаметром 4—4,5 мм. Семенное крыло косое, длиной от 14 до 20 миллиметров, шириной от 6 до 9 миллиметров, светло-серо-коричневое, полупрозрачное с лёгким чёрным оттенком.

## Распространение и экология
Естественный ареал вида находится в Мексике на юге штата Чиуауа, в Дуранго, на востоке Соноры и др..
Ареал распространения Pinus durangensis находится в Западной Сьерра-Мадре. Вид встречается на высоте от 1600 до 2800 метров, реже от 1400 метров и, возможно, даже до 3000 метров. Климат тёплый и умеренный, но на больших высотах бывают и холодные периоды короткой зимы. Территория распространения классифицируется как 8-я зона зимостойкости со среднегодовыми минимальными температурами от −12,2 до −6,7 °C. Годовое количество осадков в районе распространения составляет от 700 до 2800 миллиметров, причем большая их часть выпадает летом. Вид может расти на неглубокой, каменистой почве, но чаще встречается на глубоких почвах, где успешно преобладает над другими видами сосен. Почвы в основном вулканического происхождения. В Сьерра-Мадре вид составляет важную часть типичных сосновых лесов и может встречаться в чистых насаждениях или вместе, например, с Pinus arizonica, Pinus leiophylla и Pinus engelmannii. Другие виды сосен, с которыми вид может произрастать, — Pinus montezumae и Pinus teocote, а на юге ареала — Pinus ayacahuite. Вид также часто встречается в смешанных сосновых и дубовых лесах. На самых больших высотах растёт вместе с пихтой (Abies) и кипарисом мексиканским (Cupressus lusitanica), а на самых низких — с можжевельником толстокорым (Juniperus deppeana) и Pinus oocarpa.
В Красной книге МСОП Pinus durangensis классифицируется как «не находящийся под угрозой». Древесина интенсивно эксплуатируется, особенно в штате Дуранго. Между тем, обширные чистые насаждения там встречаются редко. Однако в смешанных лесах и в отдаленных районах зрелые и даже старые деревья всё ещё встречаются. Тем не менее, охрана может быть необходима, чтобы избежать чрезмерной эксплуатации.

## Систематика и история исследований
Вид был впервые описан в 1942 году ботаником Максимино Мартинесом в «Anales del Instituto de Biológia de la Universidad Nacional de México». Типовой образец был обнаружен в Эль-Сальто в штате Дуранго. Видовой эпитет durangensis относится к месту, где был найден типовой образец в штате Дуранго. Синонимами Pinus durangensis Martínez являются: Pinus douglasiana var. martinezii (E. Larsen) Silba, Pinus martinezii E. Larsen.
Вид имеет самое большое количество хвоинок среди всех сосен, обычно пять-шесть и до восьми хвоинок на пучок хвои. Количество хвоинок частично зависит от широты; сосны, растущие на севере, обычно имеют меньше хвоинок. Ещё севернее находится ареал Pinus arizonica, у которой обычно четыре-пять иголок. Родство этих двух видов ещё не до конца выяснено и требует более детального изучения. Возможно также более близкое родство с Pinus ponderosa. Иногда также рассматривается вопрос о классификации в подсекции Australes, но обычно вид скорее относят к подсекции Ponderosae из-за структуры коры, хвои и семенных шишек, а также генетических исследований.

## Использование
Pinus durangensis является важным источником древесины, благодаря широкому распространению. Однако вырубка лесов превышает прирост, а выращивание плантаций не начиналось.
Древесина используется как строительный материал для плотницких работ, для изготовления мебели и напольных покрытий, а также в качестве фанеры.